# Koisenu Futari
Koisenu Futari (en japonès: 恋せぬふたり, "dues persones que no es poden enamorar") és una sèrie de televisió japonesa que tracta sobre la relació de dues persones aromàntiques asexuals que decideixen viure juntes.
La sèrie, produïda per la Corporació Emissora del Japó, va rebre el premi especial als 59ens Premis Galàxia reconeixent-ne el valor per "mostrar un tipus de família que no està lligada pels vincles convencionals. Fins ara, moltes sèries han representat l'amor i el matrimoni com a meta vital. En canvi, aquesta obra capgira l'estereotip que enamorar-se aporta felicitat a tothom, i es pot dir que s'ha rebel·lat contra el model de representació de les relacions entre homes i dones. Escrivim la seva línia final, "L'única persona que pot decidir la meva felicitat soc jo", com un missatge universal. Pot tenir un gran impacte en sèries futures. Se li lliura un premi especial per elogiar l'èxit d'una obra que ha marcat una era."

## Argument
La Sakuko Kodama treballa a l'equip de màrqueting d'una cadena de supermercats. La trama comença en un supermercat, quan la Sakuko i el seu equip estan contemplant el seu útim èxit comercial: un plat de menjar preparat que es comercialitza com a menjar dels enamorats. Un dels companys de la Sakuko comenta que és un reclam publicitari universal perquè "tothom s'enamora" i, aleshores, un dependent del supermercat comenta que no, que hi ha gent que no s'enamora. Aquest esdeveniment du a la Sakuko a buscar informació a Internet per entendre per què ella no s'enamora. Gràcies a un blog sobre l'aromanticisme, descobreix que és aromàntica asexual (és a dir, que no sent atracció romàntica ni sexual cap a cap gènere) i que hi ha més persones com ella.
La Sakuko viu amb els seus pares i ha de sentir comentaris de part de la seva germana pel fet de no estar casada o tenir parella a la seva edat. Poc després, però, li apareix l'oportunitat d'anar-se'n a viure amb la seva millor amiga. La seva felicitat es veu truncada quan l'amiga li diu que ha decidit tornar amb la seva ex-parella, a qui prioritza per davant de tot, i que espera que ella també pugui trobar parella i anar-se'n a viure amb ell.
Quan la Sakuko descobreix que el treballador del supermercat és qui porta el blog que parla d'aromanticisme, decideixen viure junts. La Sakuko i el Satoru Takahashi es trobaran en diferents circumstàncies resultat del desconeixement sobre l'existència de les persones aromàntiques i asexuals i podran parlar de les seves experiències, formant una família sense lligams romàntics ni sexuals.

## Repartiment[2]

### Personatges principals
- Yukino Kodama - Sakuko Kodama
- Issey Takahashi - Satori Takahashi

### Personatges secundaris
- Shogo Hama - Matsuoka Hajime, company de la Sakuko al departament de màrqueting, havien sigut parella.
- Fujiko Kojima - Chizuru Kadowaki, millor amiga de la Sakuko.
- Akiko Kikuchi - Haruka Inozuka, presidenta de l'empresa agrària Innofarm i antiga companya del Takahashi.
- Kana Kita - Minori Ishikawa, germana petita de la Sakuko. Esposa del Daisuke i mare de la Maya.
- Hidenobu Abera - Daisuke Ishikawa, marit de la Minori.
- Naomi Nishida - Sakura Kodama, mare de la Sakuko i la Minori.
- Mantaro Koichi - Hiromi Kodama, pare de la Sakuko i la Minori.

## Producció
Koisenu Futari és una producció de la Corporació Emissora del Japó, també coneguda com a NHK. Té un total de 8 episodis que han estat dirigits per tres directors: Yuta Oshida (episodis 1, 4 i 7), Yudai Noguchi (episodis 2, 5 i 8) i Shohei Doi (episodis 3 i 6).
La idea de crear aquesta sèrie va ser de Yuta Oshida, que explica que "les sèries japoneses sempre inclouen escenes d'abraçades, petons i casaments. Inconscientment, pensava que no podia acabar una història sense aquest tipus de relació entre els personatges masculins i femenins." Quan Oshida treballava en el guió de la seva primera sèrie, que tractava sobre uns estudiants que practiquen kagura, l'equip de guionistes va creure que era estrany no incloure relacions romàntiques entre els personatges joves, però Oshida va qüestionar si era necessari, ja que s'estava posant la trama romàntica amb calçador en una història on no hi encaixava. Més endavant, Oshida va sentir a parlar sobre l'asexualitat i va decidir entrevistar a persones asexuals per entendre-ho millor.
Quan Oshida va presentar la idea de Koisenu Futari a NHK, alguns dels responsables de la cadena van posar en dubte que aquesta història pogués funcionar. D'altres, en canvi, van defensar que l'audiència que no coneix els conceptes d'asexualitat i aromanticisme podrien simpatitzar amb els personatges. Finalment, NHK va autoritzar el projecte, que es va acabar estrenant entre el 10 de gener i el 21 de març de 2022.
La producció de la sèrie va comptar amb un equip de consulta sobre l'asexualitat format per Ken Nakamura i Haruka Imatoku. Nakamura és un activista asexual que fa xerrades i treballa per conscienciar sobre l'asexualitat al Japó, on continua sent una orientació molt poc coneguda. Segons una enquesta de l'any 2020 duta a terme per l'empresa japonesa Dentsu Diversity Lab, 80,1% dels qui van respondre coneixien el terme LGBT, però només el 5,7% sabien què són l'aromanticisme i l'asexualitat. Per altra banda, Haruka Imatoku és directora de Nijiiro Gakko ("Bellesa Arc de Sant Martí"), una organització sense ànim de lucre de Tòquio on s'hi reuneixen col·lectius de la comunitat LGTBQIA+, inclòs l'asexual.

## Música
La música per la sèrie és del compositor Umitaro Abe. El tema musical principal de la sèrie, titulat "Maguroto" (まるごと), va ser escrit pel grup de música CHAI especialment per a Koisenu Futari. La lletra de la cançó tracta sobre l'amor incondicional i universal no romàntic i està inspirada en la sèrie.
El grup de música idol "Sunny Side Up" que apareix a la sèrie és fictici però ja va aparèixer en una altra sèrie que NHK va emetre al 2019 a la mateixa franja horària que Koisenu Futari, anomenada Dakara Watashi Wa Oshimashita (だから私は推しました).

## Premis
La guionista Erika Yoshida va rebre el premi Mukouda Kuniko Award per la seva feina a Koisenu Futari. El jurat va destacar la qualitat del diàleg i la dinàmica entre personatges, amb una naturalitat que resulta efectiva creant un ambient de quotidianitat.
La sèrie també va rebre el premi especial als Premis Galàxia, on es va destacar sobretot el seu caràcter trencador i innovador en la tradició de sèries televisives dramàtiques japoneses gràcies a la representació de les persones asexuals aromàntiques. Els Premis Galàxia són un dels premis més importants de la indústria de la televisió i la ràdio japoneses.